# Volentik Béla
Volentik Béla (Szolnok, 1907. december 5. – Budapest, 1990. október 27.) labdarúgó, edző. Az 1960-as római olimpián bronzérmet szerzett olimpiai válogatott szövetségi kapitánya.

## Pályafutása

### Játékosként
1927 és 1929 között a Nemzeti FC profi labdarúgója volt. 1927-ben egy alkalommal a magyar válogatottban is szerepelt. 1929-ben szerződött Újpestre, ahol 1932-ig két bajnokságot nyert a csapattal. Ezt követően Svájc szerződött az FC Lugano együtteséhez, ahol később játékos-edző is lett.

### Edzőként
1936 és 1953 között hat svájci csapat vezetőedzője. Legnagyobb sikere két svájci kupagyőzelem 1945-ben és 1953-ban. 1953 és 1955 között a luxemburgi labdarúgó-válogatott szövetségi kapitánya. 1955-ben hazatért és először a budapesti Haladás (MAFC) edzője lett. 1956-57-ben az MTK (Vörös Lobogó), 1957-58-ban a Pécsi Dózsa vezetőedzője volt.
1960 és 1962 között a magyar válogatottnál dolgozott, mint edző. Az 1960-as római olimpián a csapat szövetségi kapitánya volt, de szakvezetője volt ebben az időszakban a B és utánpótlás válogatottnak is.
1962-63-ban a bolgár válogatott szövetségi kapitánya volt. 1964 áprilisában, idény közben váltotta az MTK kispadján Kovács Imrét és a KEK döntőben már ő vezette a csapatot, ahol végül a megismételt, második mérkőzésen 1-0-ra ki kaptak a Sporting Lisszabontól.
1966-67-ben a keletnémet Dynamo Berlin vezetőedzője volt. 1968-ban nyugdíjba vonult és évekig az MLSZ Tanácsadó Testületének nyugdíjas tagja volt.

## Sikerei, díjai

### Játékosként
Újpest
- Magyar bajnokság
  - bajnok: 1929–30, 1930–31
  - 2.: 1931–32
- Bajnokok Tornája (1930)
  - győztes

### Edzőként
Young Boys
- Svájci kupa:
  - győztes: 1945, 1953

MTK
- Kupagyőztesek Európa-kupája (KEK)
  - döntős: 1963-1964

Válogatott
- Olimpia
  - bronzérmes: 1960, Róma
- Mesteredző (1961)

## Statisztika

### Mérkőzése a válogatottban
| Magyarország | Magyarország      | Magyarország              | Magyarország | Magyarország | Magyarország | Magyarország | Magyarország | Magyarország |
| #            | Dátum             | Helyszín                  | Hazai        | Eredmény     | Vendég       | Kiírás       | Gólok        | Esemény      |
| ------------ | ----------------- | ------------------------- | ------------ | ------------ | ------------ | ------------ | ------------ | ------------ |
| 1.           | 1927. április 10. | Budapest. Üllői úti pálya | Magyarország | 3 – 0        | Jugoszlávia  | barátságos   | -            |              |
|              | Összesen          |                           |              | 1            | mérkőzés     |              | 0            | gól          |

### Mérkőzései olimpiai szövetségi kapitányként
| Magyarország | Magyarország        | Magyarország   | Magyarország  | Magyarország | Magyarország  | Magyarország          | Magyarország | Magyarország |
| #            | Dátum               | Helyszín       | Hazai         | Eredmény     | Vendég        | Kiírás                | Gólok        | Esemény      |
| ------------ | ------------------- | -------------- | ------------- | ------------ | ------------- | --------------------- | ------------ | ------------ |
| 1.           | 1959. november 22.  | Budapest       | Magyarország  | 2 – 1        | Ausztria      | olimpiai selejtező    | -            |              |
| 2.           | 1960. március 26.   | Graz           | Ausztria      | 0 – 4        | Magyarország  | olimpiai selejtező    | -            |              |
| 3.           | 1960. április 24.   | Budapest       | Magyarország  | 2 – 1        | Csehszlovákia | olimpiai selejtező    | -            |              |
| 4.           | 1960. május 6.      | Brno           | Csehszlovákia | 1 – 2        | Magyarország  | olimpiai selejtező    | -            |              |
| 5.           | 1960. június 20.    | Budapest       | Magyarország  | 10 – 1       | Tunézia       | barátságos (olimpiai) | -            |              |
| 6.           | 1960. július 27.    | Budapest       | Dánia         | 1 – 0        | Magyarország  | barátságos (olimpiai) | -            |              |
| 7.           | 1960. augusztus 26. | L’Aquila (ITA) | Magyarország  | 2 – 1        | India         | olimpiai D csoport    | -            |              |
| 8.           | 1960. augusztus 29. | Nápoly (ITA)   | Magyarország  | 6 – 2        | Peru          | olimpiai D csoport    | -            |              |
| 9.           | 1960. szeptember 1. | Róma (ITA)     | Magyarország  | 7 – 0        | Franciaország | olimpiai D csoport    | -            |              |
| 10.          | 1960. szeptember 6. | Róma (ITA)     | Dánia         | 2 – 0        | Magyarország  | olimpiai elődöntő     | -            |              |
| 11.          | 1960. szeptember 9. | Róma           | Olaszország   | 1 – 2        | Magyarország  | olimpiai 3. helyért   | -            |              |
|              | Összesen            |                |               | -            | mérkőzés      |                       | -            | gól          |